# Уче, Крисантус
Крисантус Угонна Уче (англ. Christantus Ugonna Uche; род. 19 мая 2004, Оверри) — нигерийский футболист, полузащитник испанского клуба «Хетафе» и сборной Нигерии.

## Клубная карьера
Крисантус Уче — уроженец Оверри. Начинал футбольную карьеру в местной академии «Кампос». В июле 2022 перешёл в испанский клуб «Морало» и попал в резервный состав команды. 1 января 2023 года был переведён в основной состав команды.
В июле 2023 года сменил клубную прописку на испанский «АД Сеута». После этого был переведён в резервную команду, но предсезонный период провел в основной команде. В январе 2024 игроком интересовался «Реал Бетис».
21 февраля 2024 года «Хетафе» договорился с Уче о летнем переходе из «АД Сеута». 13 июня официально перешёл к тёмно-синим, подписав четырехлетний контракт. Дебютный матч за новую команду провёл 15 августа в чемпионате Испании против «Атлетик Бильбао» (1:1). В этом матче он забил свой первый мяч за команду, а также получил жёлтую карточку за нарушение в игре.

## Карьера в сборной
Крисантус Уче впервые в сборную Нигерии был вызван в мае 2025 года на товарищеский турнир «Кубок Единства 2025» и на матч против сборной России. До этого он в сборную никаким образом не вызывался.
Дебютировал за национальную команду 31 мая в матче турнира против сборной Ямайки (2:2, по пенальти 7:6), выйдя на 75-й минуте на замену Сирилу Дессерс. В этом матче он забил победный пенальти в послематчевой серии, благодаря чему принес победу команде.